# Gainesboro
La ville américaine de Gainesboro est le siège du comté de Jackson, dans l’État du Tennessee. Lors du recensement de 2010, sa population s’élevait à 962 habitants.

## À noter
Gainesboro est le siège du comté depuis 1820.

## Source
- (en) Cet article est partiellement ou en totalité issu de l’article de Wikipédia en anglais intitulé « Gainesboro, Tennessee » (voir la liste des auteurs).